# Tenco (album)
Tenco è il terzo album del cantautore italiano Luigi Tenco, pubblicato nel 1966.

## Tracce

### Lato A
1. Lontano, lontano (Luigi Tenco)
2. Io sono uno (Luigi Tenco)
3. Uno di questi giorni ti sposerò (Luigi Tenco)
4. Come tanti altri (Luigi Tenco)
5. Se sapessi come fai (Luigi Tenco)
6. Io vorrei essere là (Luigi Tenco)

### Lato B
1. Un giorno dopo l'altro (Jacques Chaumelle, Luigi Tenco)
2. Ognuno è libero (Luigi Tenco)
3. Amore, amore mio (Luigi Tenco)
4. Ma dove vai (Luigi Tenco)
5. E se ci diranno (Luigi Tenco)
6. Vedrai vedrai (Luigi Tenco)